# Lesní Jakubov

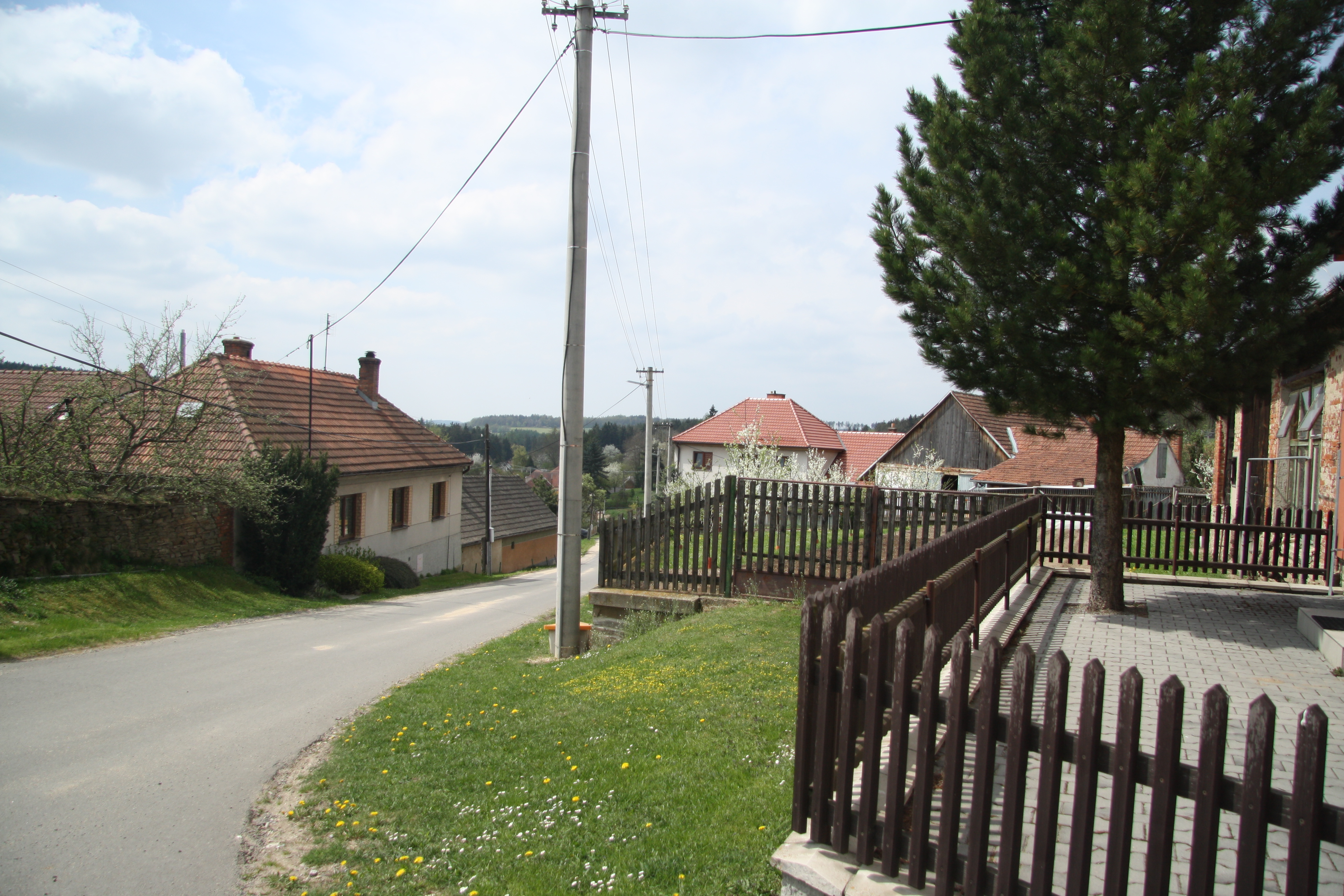
Ortszentrum

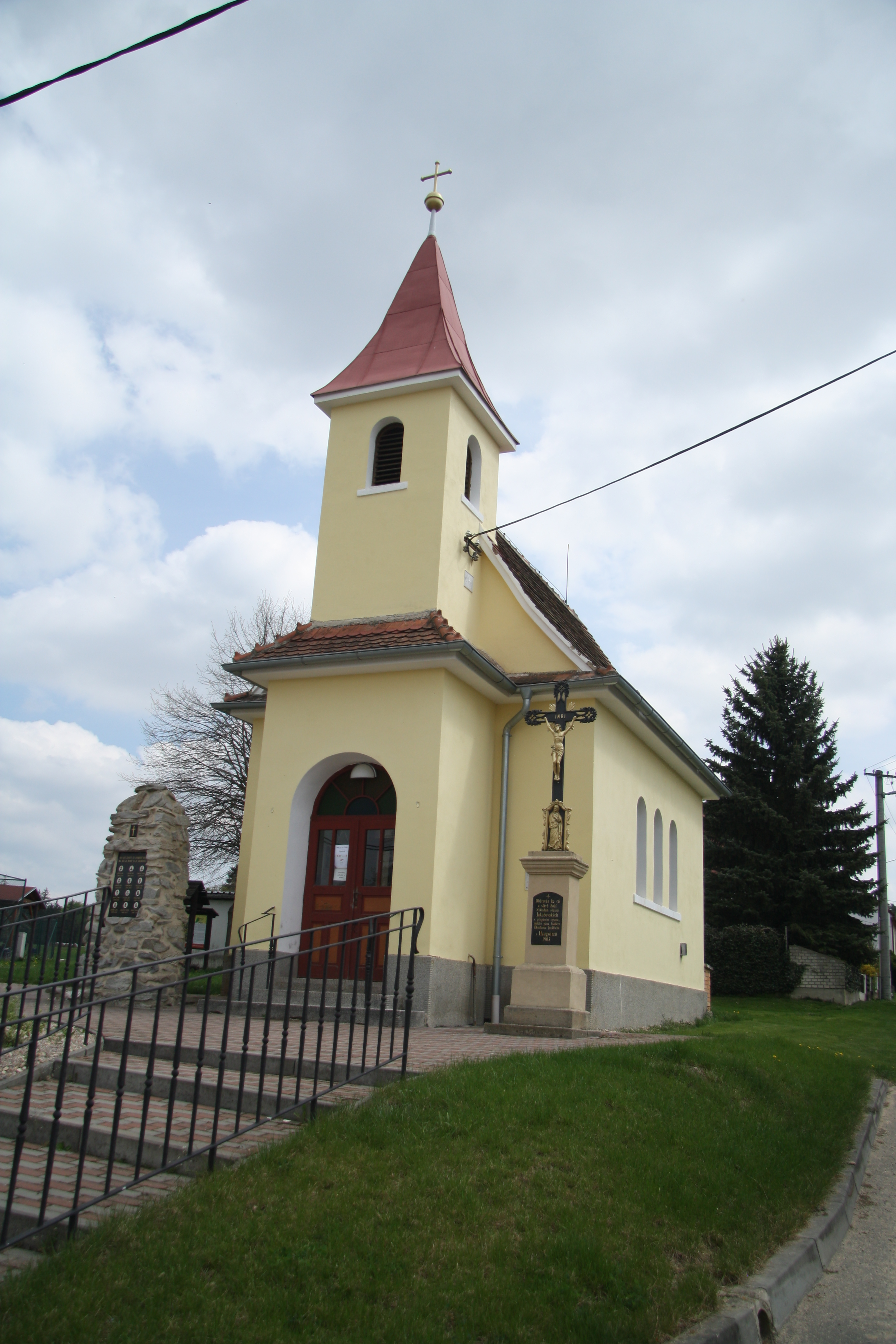
Kapelle der hll. Kyrill und Method

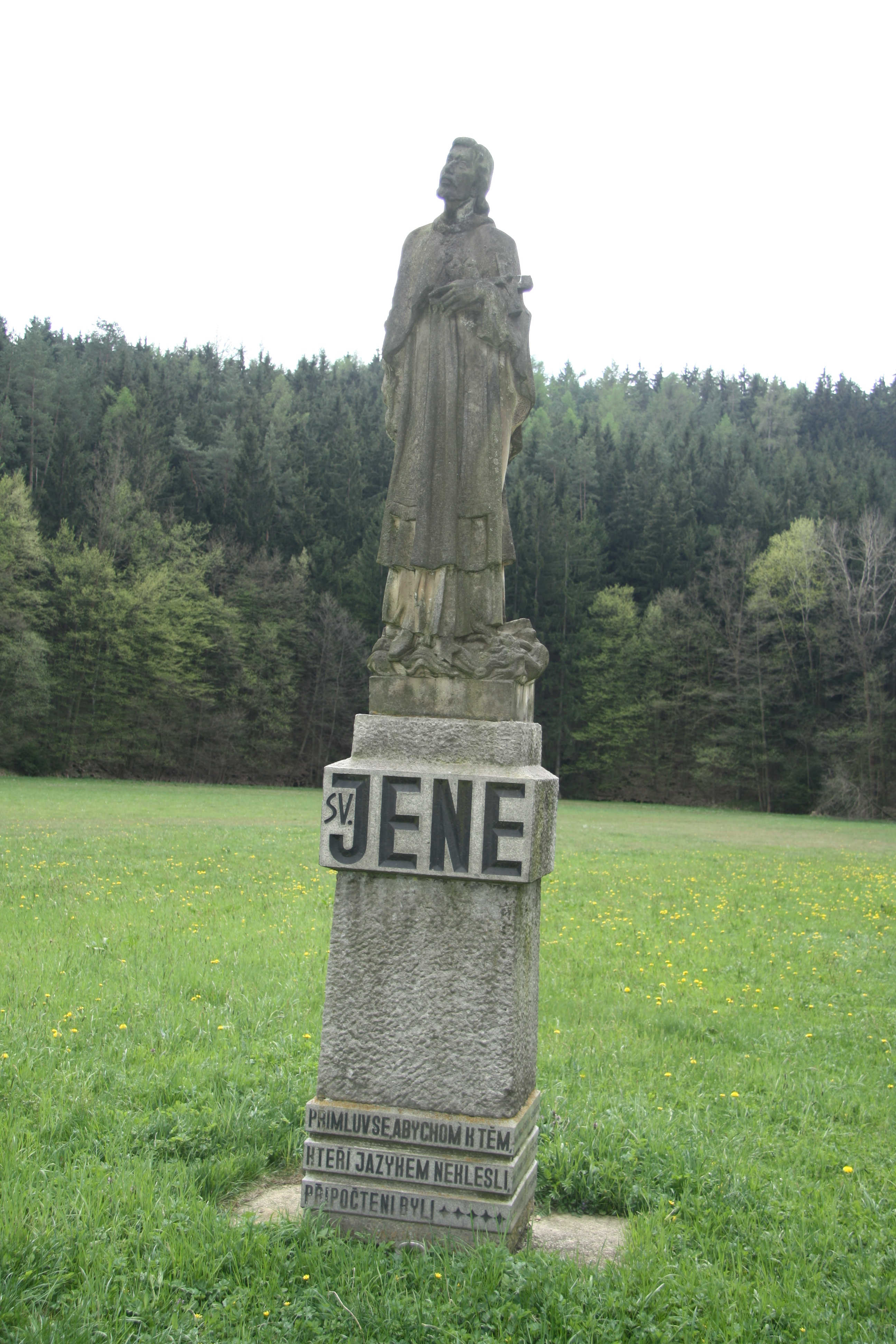
Statue des hl. Johannes von Nepomuk

Lesní Jakubov, bis 1960 Jakubov (deutsch Jakobau) ist eine Gemeinde in Tschechien. Sie liegt sieben Kilometer östlich von Náměšť nad Oslavou und gehört zum Okres Třebíč.

## Geographie
Lesní Jakubov befindet sich in den Ausläufern der Křižanovská vrchovina (Krischanauer Bergland) im Süden der Böhmisch-Mährischen Höhe. Das von ausgedehnten Wäldern umgebene Dorf liegt linksseitig der Chvojnice im Seitental des Jakubovský potok. Südwestlich erhebt sich die Černá hora (452 m n.m.). Nördlich liegt der Stausee Chvojnice, auch Stausee Kralice genannt. Gegen Osten erstreckt sich das ehemalige Militärgebiet Rosice u Brna mit dem Gefängnis Rapotice.
Nachbarorte sind Hluboké, Horní Mlýn und Újezd u Rosic im Norden, Březina im Nordosten, Brodek im Osten, Příbram na Moravě, Vysoké Popovice und Rapotice im Südosten, Sudice im Süden, Březník, Olšinský Mlýn und Spálený Mlýn im Südwesten, Kralice nad Oslavou und Horní Lhotice im Westen sowie Jinošov im Nordwesten. 

## Geschichte
Jakubov wurde wahrscheinlich im 13. Jahrhundert von der niederen Adelsfamilie gegründet, die ihren Sitz gegenüber dem Chvojnicetal auf der Burg Lhotice (Dolní hrádek) hatte. Diese ältere Burg wurde in der zweiten Hälfte des 14. Jahrhunderts aufgegeben. Auf dem gleichen Bergsporn bestand eine weitere Burg (Horní hradek), die als Sitz der Herren von Jakubov und später der Schellenberg von Jakubov angesehen wird und zu Beginn des 15. Jahrhunderts erlosch.
Die älteste urkundliche Erwähnung des Dorfes erfolgte 1356 in der Brünner Landtafel als Besitz des Vladikengeschlechts Kralický von Kralice. 1368 verkaufte Záviš von Jakubov einen Hof mit Wäldern und Wiesen an Mikeš Kralický von Kralice und dessen Neffen. Im Jahre 1385 verschrieb Domaslav von Jakubov seiner Frau Kačna eine Morgengabe auf seinen Besitz in Jakubov. 1390 verkaufte Domaslav drei Hufen Land und sechs Chaluppen an Hermann von Schellenberg. Im Jahre 1417 erwarb Blud von Kralice von Janek Schellenberg von Jakubov zwei Freihöfe und sechs Chaluppen in Jakubov. Damit besaßen die Kralický von Kralice fast das gesamte Dorf, das seinerzeit nur aus sechs Anwesen rechts des Dorfbaches sowie zwei oder drei Höfen auf der linken Bachseite bestand. Im Jahre 1573 verkaufte Heinrich von Kralice zusammen mit der Feste Kralice auch seinen Besitz in Jakubov an den Besitzer der Herrschaft Namiest, Johann den Älteren von Zierotin. Nach dem Dreißigjährigen Krieg lagen drei der sieben Anwesen von Jakubov wüst. Das älteste Ortssiegel stammt aus der Zeit vor 1749; es zeigt ein Herz, aus dem eine Blume mit drei Blüten wächst, seitlich der mittleren Blüte befinden sich die Buchstaben «IW». Im 18. Jahrhundert wurde auf dem Dorfplatz ein aus Ziegeln gemauerter Glockenturm errichtet, die Glocke wurde 1769 vom Brünner Glockengießer Johann Schlichtinger gegossen. 1790 standen 13 Häuser in Jakubov, das Dorf hatte 99 Einwohner.
Im Jahre 1837 bestand das im Znaimer Kreis gelegene Dorf Jakobau bzw. Jakubow aus 21 Häusern, in denen 160 Personen lebten. Pfarr- und Schulort war Poppowitz. Bis zur Mitte des 19. Jahrhunderts blieb Jakobau der Fideikommissgrafschaft Namiest untertänig.
Nach der Aufhebung der Patrimonialherrschaften bildete Jakubov / Jakobau ab 1849 einen Ortsteil der Gemeinde Králice im Gerichtsbezirk Namiest. Ab 1869 gehörte Jakubov zum Bezirk Trebitsch. Zu dieser Zeit hatte das Dorf 172 Einwohner und bestand aus 22 Häusern. Ab 1879 gehörte Jakubov als Ortsteil zur Gemeinde Lhotice. Im Jahre 1900 lebten in Jakubov 170 Personen; 1910 waren es 157. 1907 löste sich Jakubov von Lhotice los und bildete eine eigene Gemeinde. Beim Zensus von 1921 lebten in den 30 Häusern der Gemeinde 156 Tschechen. Im Jahre 1930 bestand Jakubov aus 36 Häusern und hatte 158 Einwohner. Zwischen 1939 und 1945 gehörte Jakubov / Jakobau zum Protektorat Böhmen und Mähren. 1948 wurde die Gemeinde dem Okres Velká Bíteš zugeordnet. Im Jahre 1950 hatte Jakubov 149 Einwohner. Im Zuge der Gebietsreform und der Aufhebung des Okres Velká Bíteš wurde die Gemeinde am 1. Juli 1960 dem Okres Třebíč zugewiesen; zur Unterscheidung von einem weiteren Jakubov im gleichen Bezirk wurde der Gemeindename in Lesní Jakubov geändert. Im April 1989 wurden in den Wäldern östlich von Lesní Jakubov die 9. und 10. Fla-Raketenabteilung Rapotice der 76. Flugabwehrbrigade Rosice u Brna errichtet, die mit sowjetischen Langstreckenraketen S-200 Wega bestückte Stellung war für die Luftverteidigung von Brünn konzipiert. Beim Zensus von 2001 lebten in den 39 Häusern von Lesní Jakubov 95 Personen. Nach der Auflösung der Raketenstellung wurden die auf der Gemarkung Lesní Jakubov befindlichen Kasernengebäude am 1. Oktober 2005 von der Armee an die Gefängnisdienste der Tschechischen Republik (VSČR) übertragen und zum Gefängnis Rapotice umgebaut. Seit 2014 führt die Gemeinde ein Wappen und Banner.

## Gemeindegliederung
Für die Gemeinde Lesní Jakubov sind keine Ortsteile ausgewiesen. Zu Lesní Jakubov gehört das Gefängnis Rapotice.

## Sehenswürdigkeiten
- Kapelle der hll. Kyrill und Method, auf dem Dorfplatz, sie entstand anstelle eines Glockenturmes aus dem 18. Jahrhundert. An der Wand ist eine Gedenktafel für den in Jakubov geborenen Pater Josef Soukop (1914–1989) angebracht.
- Gedenkstein der Opfer des Ersten Weltkrieges, vor der Kapelle
- Gusseisernes Kreuz, vor der Kapelle, errichtet 1903 durch die Einwohner mit Unterstützung von Heinrich von Haugwitz.
- Reste der Burgen Horní hrádek und Dolní hrádek, rechtsseitig der Chvojnice zwischen Horní Lhotice und Lesní Jakubov. Erhalten sind Wälle und Gräben.[6] Bei archäologischen Untersuchungen durch Josef Unger und Pavel Koštuřík wurde in den 1960er Jahren ein Teil der Burgmauer freigelegt. Dabei kam die Vermutung auf, dass die Anlage möglicherweise unvollendet blieb.
- Statue des hl. Johannes von Nepomuk, westlich des Dorfes auf der Wiese im Chvojnicetal am Weg nach Horní Lhotice

## Söhne und Töchter der Gemeinde
- Josef Suchý (1923–2003), Dichter, Schriftsteller und Übersetzer